# La minor
La minor este o gamă minoră bazată pe La, compusă din La, Si, Do, Re, Mi, Fa, și Sol. Armura nu are nici bemoli nici diezi. Gama sa minoră relativă este Do major și gama sa minoră paralelă este La major.
Gama naturală La minor este:

## Acorduri de grad de scară
Acordurile gradului de gamă din La minor sunt:
- Tonic – La minor
- Supertonic – Si diminuat
- Mediant – Do major
- Subdominant – Re minor
- Dominant – Mi minor
- Submediant – Fa major
- Subtonic – Sol major